# Oltersteine

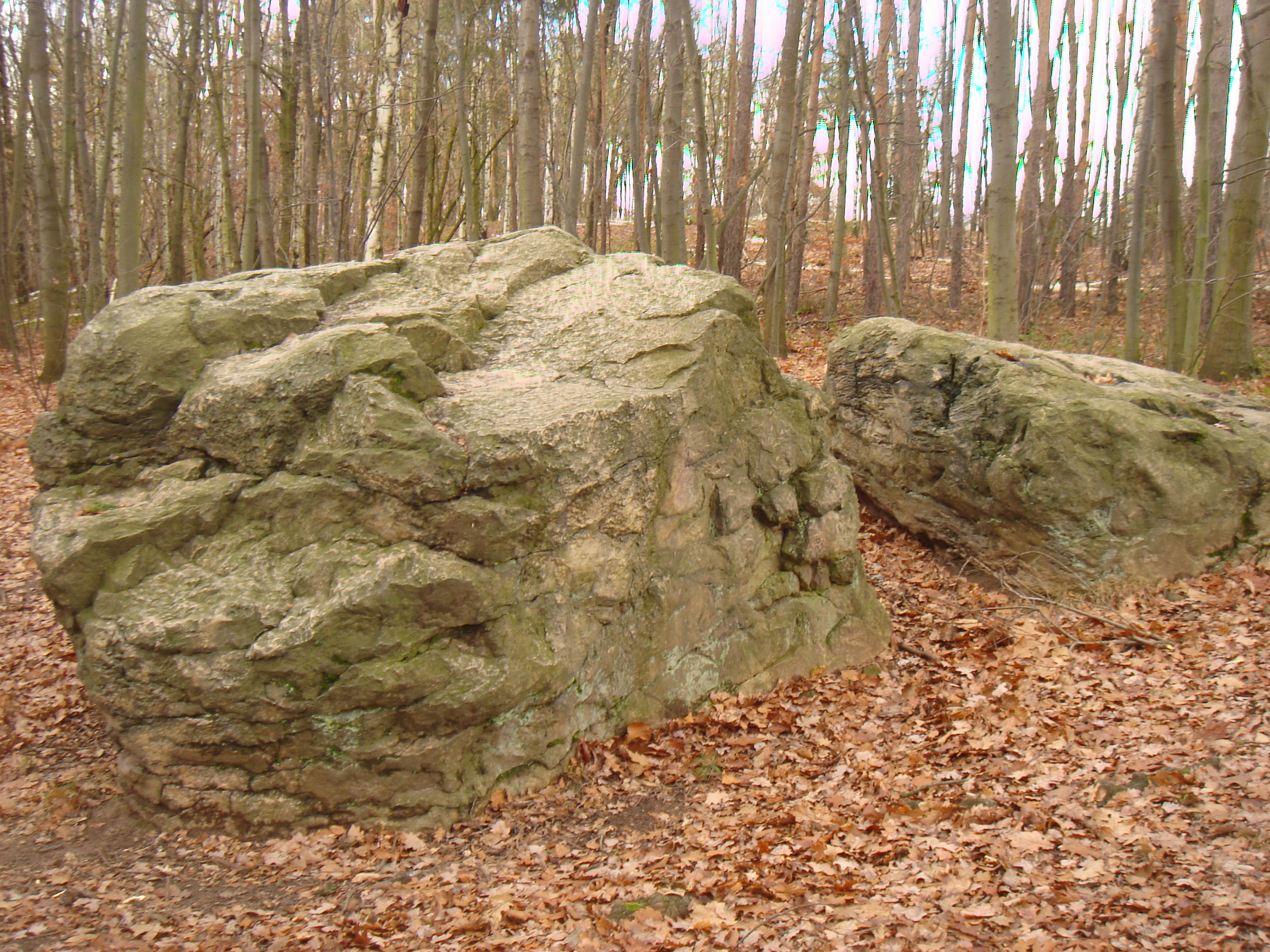
Oltersteine in der Jungen Heide

Die Oltersteine sind zwei Braunkohlenquarzite am Nordrand der Jungen Heide im Dresdner Stadtteil Wilschdorf. Die beiden beieinander liegenden, anderthalb Meter hohen Blöcke mit einer Kantenlänge von je ungefähr 3 Metern sind als Naturdenkmal (ND 19) ausgewiesen.

## Lage und Geschichte
Die Oltersteine befinden sich im Landschaftsschutzgebiet Dresdner Heide zwischen Oltersteinweg und Am Weinberg, südlich der Ortslage Wilschdorf sowie des Kleingartenvereins Dresden-Wilschdorf, etwa 400 Meter nordwestlich des Zentrums der Autobahnanschlussstelle Dresden-Hellerau bzw. 280 Meter Luftlinie entfernt von deren Übergang in die Radeburger Straße. Etwa 80 Meter südlich von ihnen befindet sich der nach ihnen benannte Olterteich, der ebenfalls als Dresdner Naturdenkmal (ND 25) ausgewiesen ist.
Während der Elster-Kaltzeit gelangten die Oltersteine aus dem tertiären Niederlausitzer Braunkohlegebiet als Geschiebe an diese Stelle. Während der Weichsel-Kaltzeit wurde der Quarzit durch Winde, die Sandkörner mitführten, glattgeschliffen. Durch natürliche Verwitterung weist das Gestein an einigen Stellen unregelmäßige Vertiefungen auf. Die so entstandene Form gab in früheren Jahrhunderten Anlass zur Deutung, dass es sich um eine heidnische Opferstätte gehandelt habe. Der Name Olter wird daher mit der Bedeutung „Altar“ in Verbindung gebracht.
Oltersteine wie auch -teich stehen seit 1937 unter Naturschutz, bei der Ausweisung weiterer Naturdenkmale wurden die „2 eiszeitliche[n] Findlinge“ 1985 als Geologische Naturdenkmale geführt. Bei der Ausweitung des Flächennaturdenkmals Olterteich durch die Stadt Dresden im Mai 1993 auf 1,6 Hektar war die „Erhaltung des geologischen Denkmals ‚Oltersteine‘ wegen seiner Seltenheit und Eigenheit“ einer der Schutzzwecke.